# ブリストル・カーズ

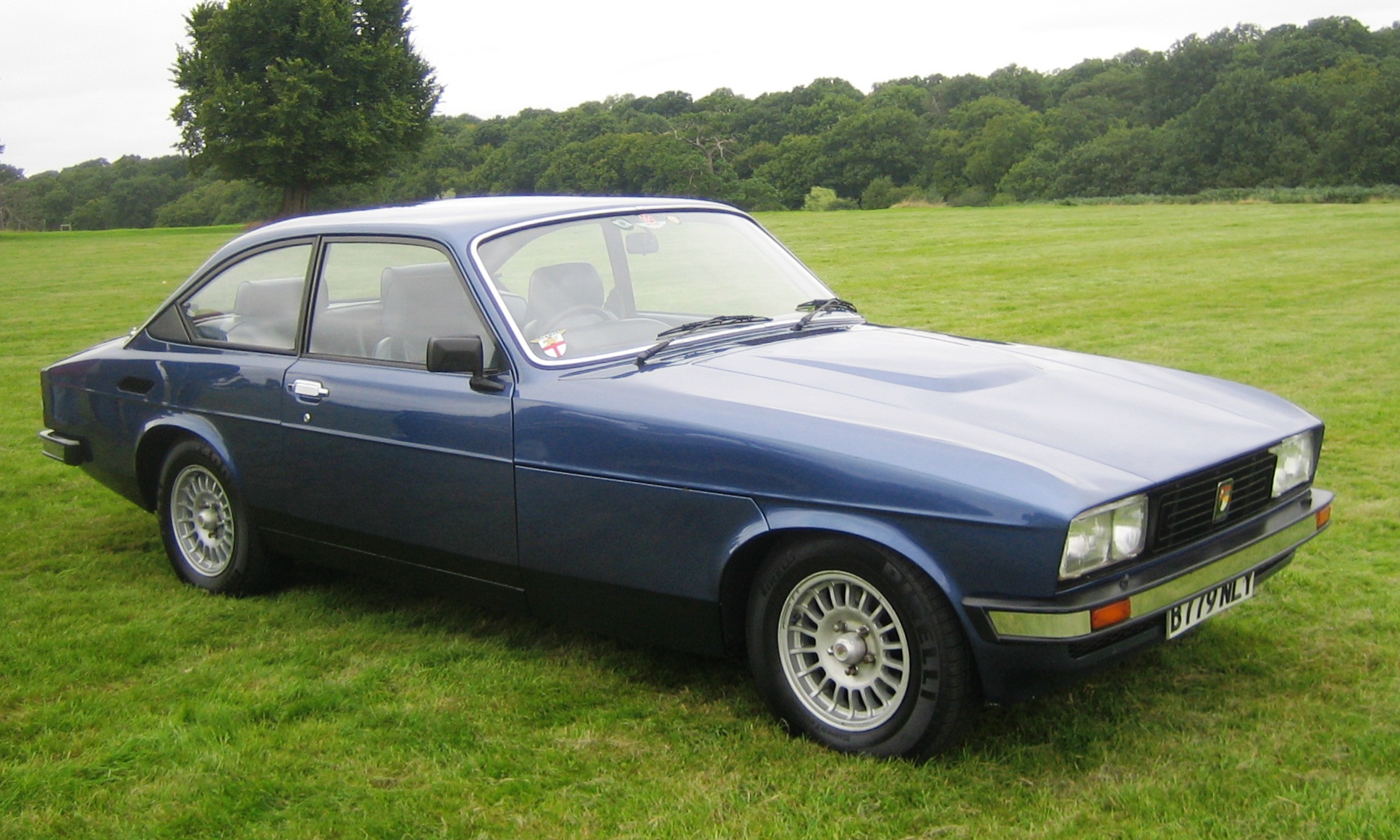
ブリガンド（1984年式）

ブリストル・カーズ（Bristol Cars）はイギリスに存在した高級車メーカーである。モーガンと同じく、数少ない純イギリス資本の自動車メーカーのひとつであった。

## 概要
飛行機製造会社を母体とし、イングランド西部ブリストル郊外のフィルトンに製造拠点を置き、製品は職人による手造りであり少量生産を貫いていた。
1982年以降は生産台数を公表しておらず、その1982年の生産台数は104台であった。ロンドンのケンジントンに唯一のショールームを構えていた。
派手さや豪華さが重視される高級車市場において、実用性の高い控えめな車を製造したためイギリス人でさえ知らない場合が多い。しかしこの個性に魅かれたファンも多く、イギリスの高級車市場では独自のポジションを築いている。乗り手に合わせた脚周りの調整、高度なメンテナンス体制などは評価が高い。広告を全く出さないことでも知られ、近年までマスメディア向け広報車なども存在しなかった。

## 歴史

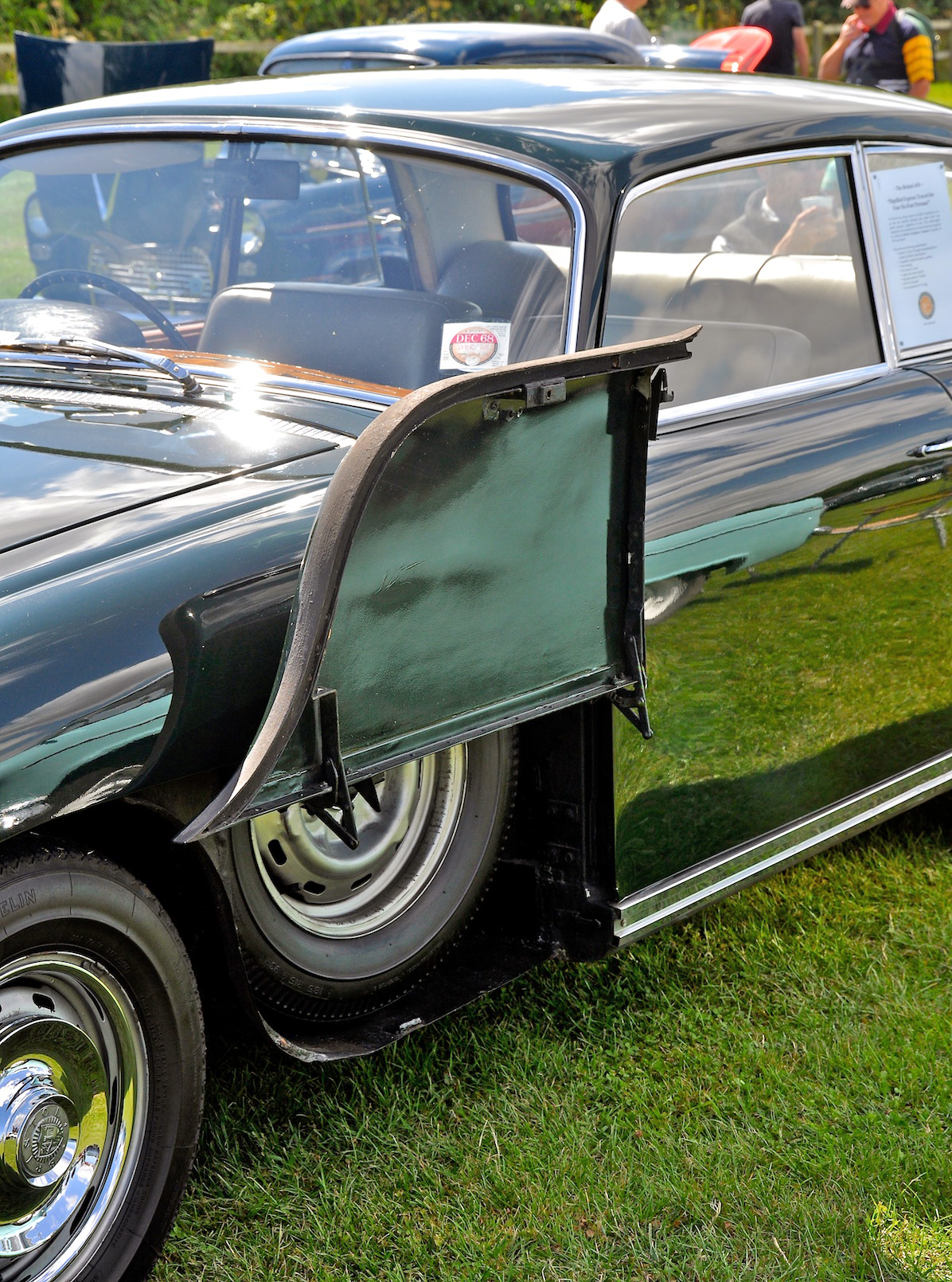
ブリストル車を特徴付けるフェンダー内蔵式スペアタイヤ

1945年戦後、ブリストル・エアロプレーン（BAC）社は余剰人員の活用のためにフレーザー・ナッシュ車の生産と、戦前のイギリスにおけるBMWインポーターであったAFN Ltd.と業務提携を結び自動車生産の計画を立てる。
1945年7月、BACは自動車部門を新設し、AFN社を買収した。なお提携後のBACの代表であったHJ Aldingtonは、イギリス軍とのつながりを利用して、爆撃されたドイツ・ミュンヘンのBMW工場を戦後数回に渡り訪れており、1945年にBMW車を再度イギリスに持ち込む計画を立て、BMWのチーフエンジニアであったフリッツ・フィードラーを雇用している。そうしてブリストル最初の乗用車ブリストル・400のプロトタイプが1946年に作られ、翌年のジュネーヴ・ショーに登場する。このモデルは、BMW・326をベースとしており、BMW車の特徴であるキドニーグリルもそのまま付けられており、このデザインは後継のブリストル・401、ブリストル・402、ブリストル・403と採用され続け、1953年に登場したブリストル・404で初めてブリストル独自のデザインが採用された。
1961年登場のブリストル・407から、そのエンジンに従来のBMW直6OHVに替わりクライスラー製V型8気筒を使用している。歴代のブリストル車は伝統的に、極めて保守的かつパーソナル指向の強い、2ドアクーペを中心としたGTカーである。
2004年に発売されたブリストル・ファイターは、ダッジ・バイパーと同じクライスラーV10を搭載するスーパーカーである。個性的なガルウィングドアを持つ。標準モデルで532馬力をマーク、ターボ仕様のファイターTに至ってはブガッティ・ヴェイロンを上回る1012馬力に達し、これは市販車では最高クラスの数値である。
2011年3月3日、破産管財人の管理下に入り、22名の従業員が解雇されたと発表された。翌月21日にはスイスに拠点を置くカムコルプ・アウトクラフト社に買収された。なお同社は電気自動車やハイブリッドカーの設計で世界をリードするフレイザー・ナッシュ・リサーチを所有しており、ブリストル・カーズは65年ぶりにフレイザー・ナッシュ・グループとの関係が復活することとなった。
2016年、創立70周年を記念し、13年ぶりの新型車としてブリストル・ブレットが発表された。古典的な2座ドロップヘッドのスタイルを持つ豪華かつ純粋なスポーツカーであり、エンジンはBMW製に回帰し同社の4.8L自然吸気V型8気筒を積む。翌年からの生産を計画していたもののプロトタイプのみとなった。
2020年2月、ブリストル・カーズは清算手続きに入り、同年3月5日、債権者への債務支払いのため正式に清算され、73年に渡る歴史に幕を閉じた。現在は電気自動車（EV）専門ブランドとしての再起を模索中とされる。

## 車種一覧

### BMW製エンジン搭載車
- 400（1947年–1950年）
- 401／402（1948年–1953年）
- 403（1953年–1955年）
- 404／405（1954年–1958年）
- 406（1958年–1961年）
- 450（1952年）
- ブレット（2016年-2017年）

### クライスラー製エンジン搭載車
- 407（1961年–1963年）
- 408（1963年–1966年）
- 409（1965年–1967年）
- 410（1968年–1969年）
- 411（1969年–1976年）
- 412（1975年–1981年）
- ボーファイター／ボーフォート（Beaufighter / Beaufort）（1982年–1994年）
- 603 (1977年–1981年）
- ブリタニア／ブリガンド（Britannia / Brigand）（1982年–1994年）
- ブレニム（Blenheim）（1995年–2011年）
- ファイター（2004年-2011年）

## ギャラリー

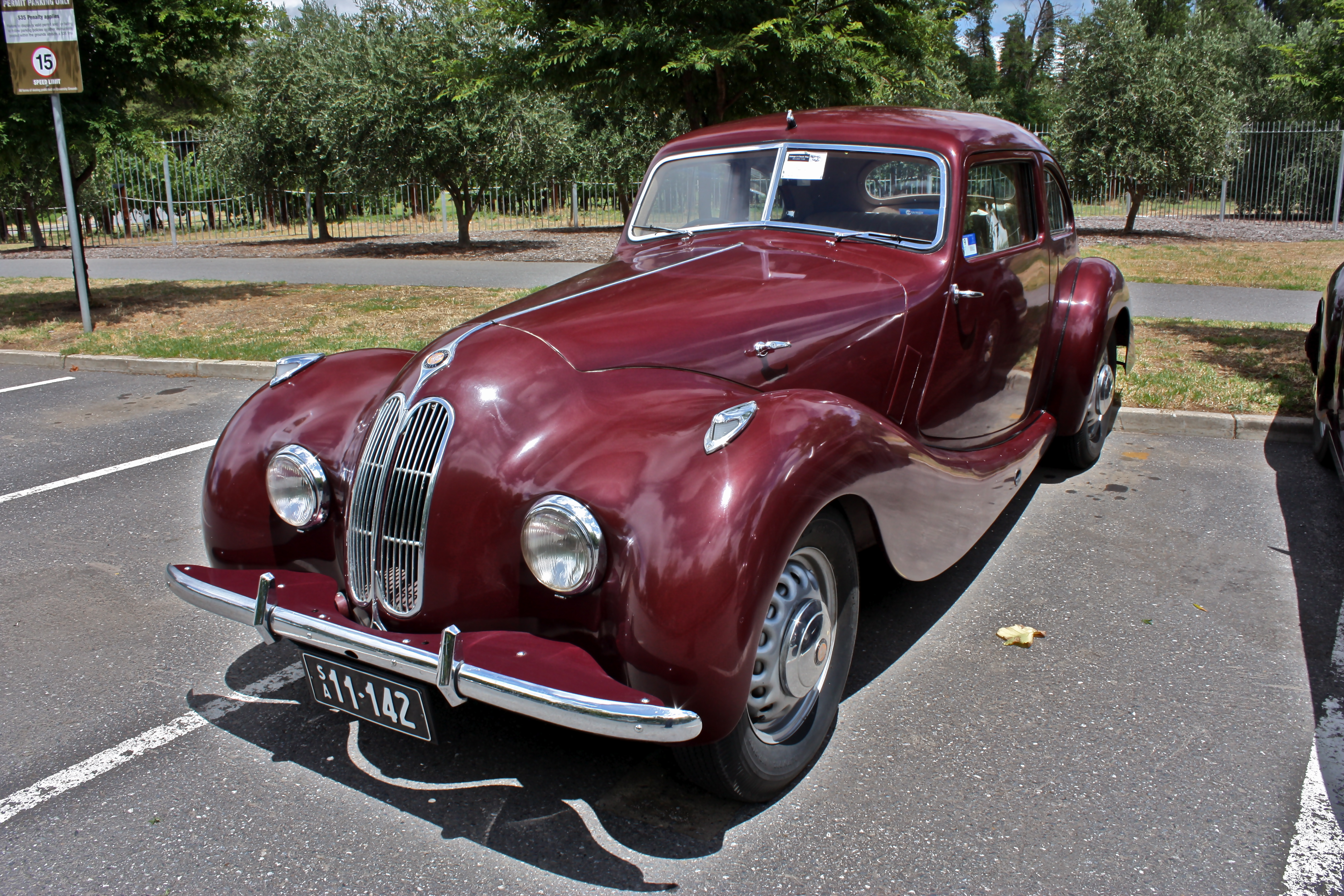
400
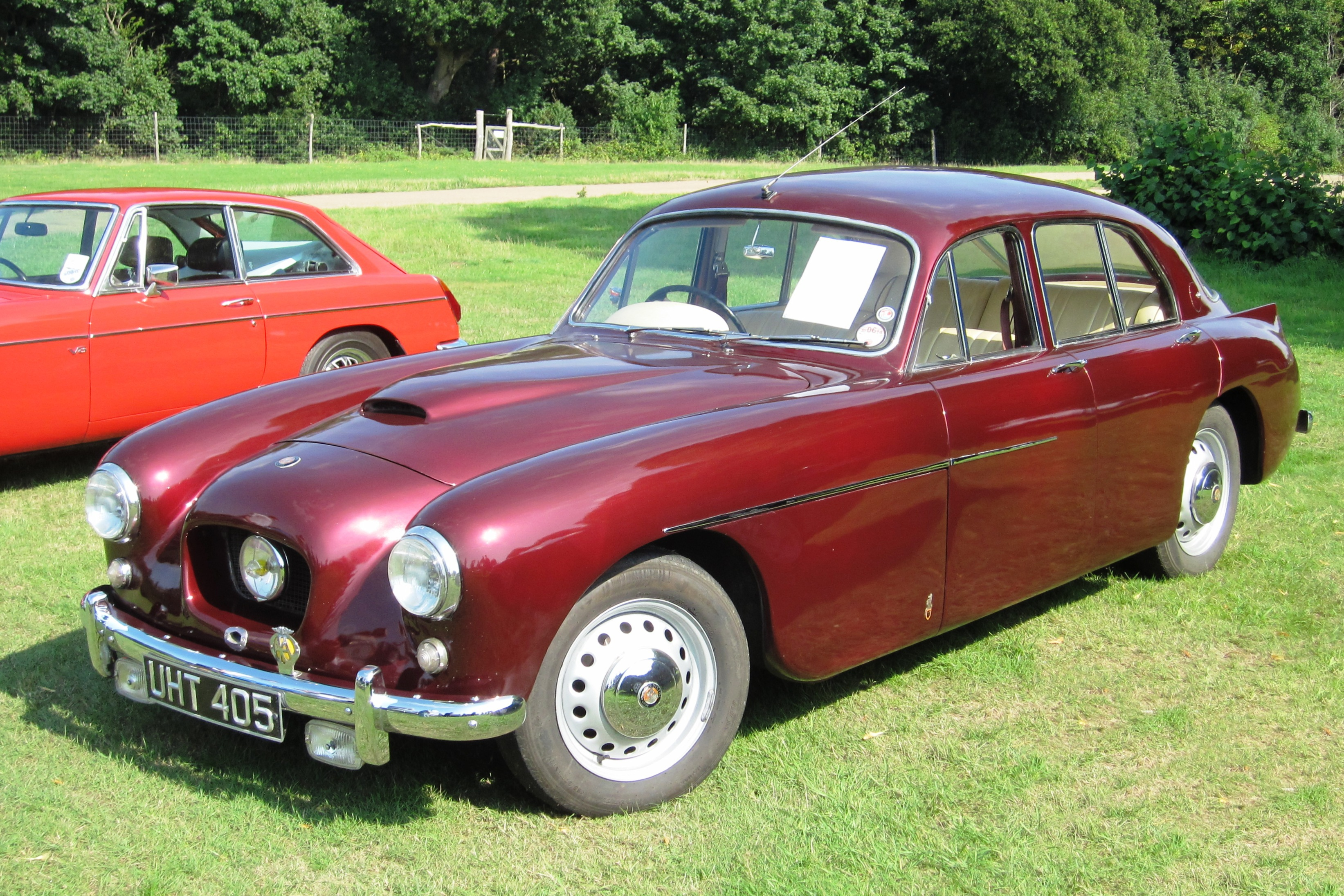
405 4ドアサルーン
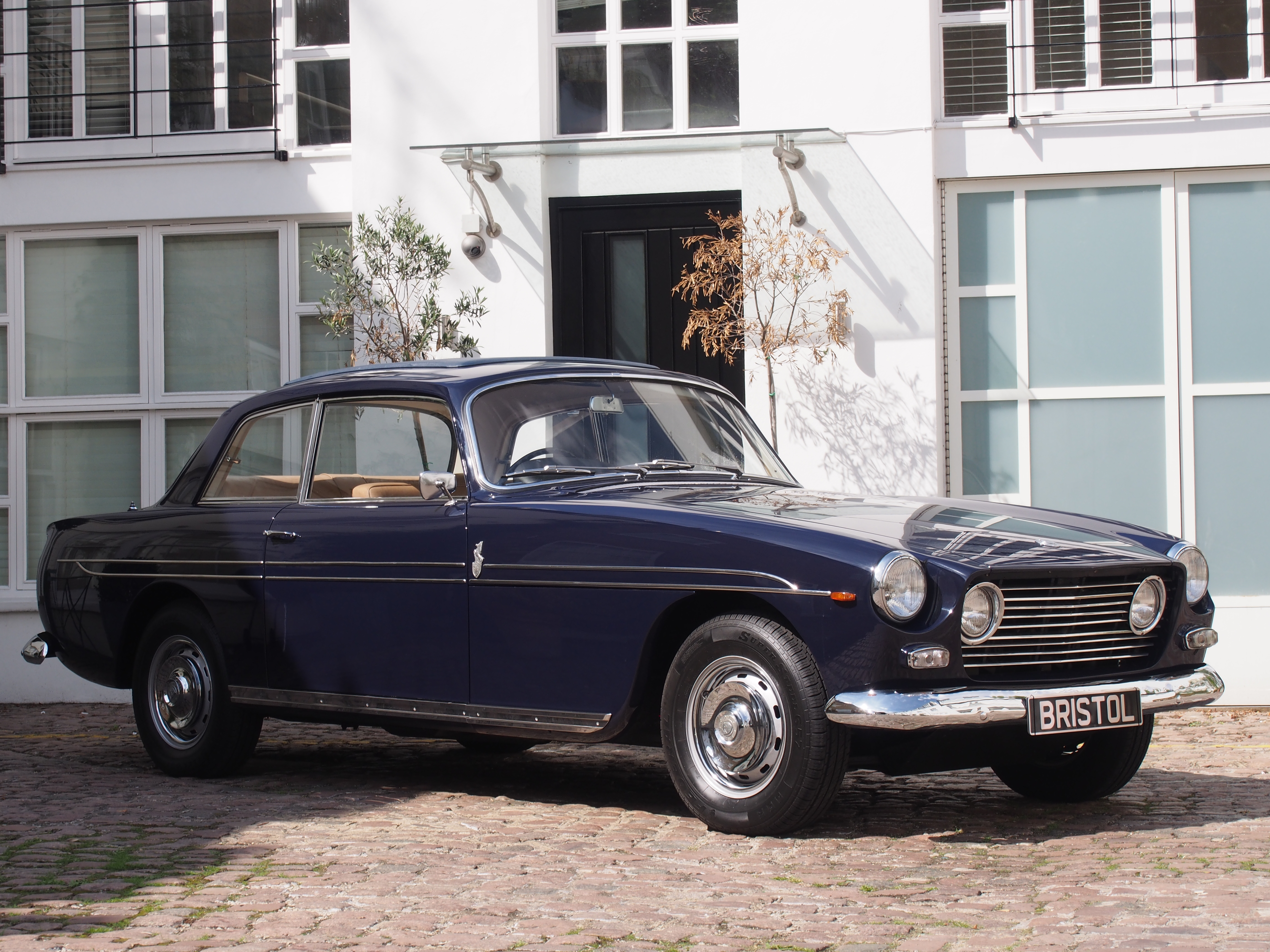
410（1968年式）
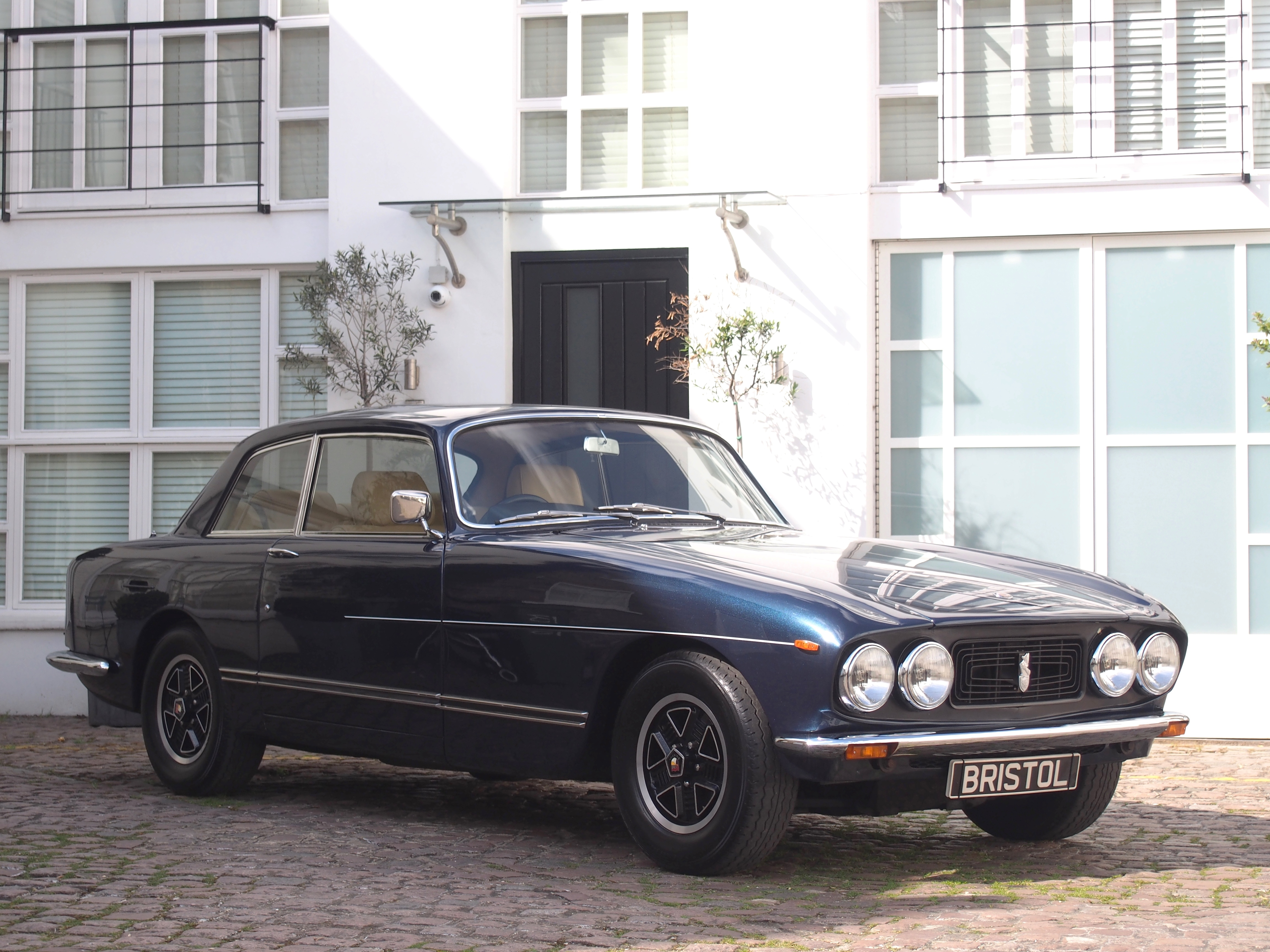
411（1974年式）
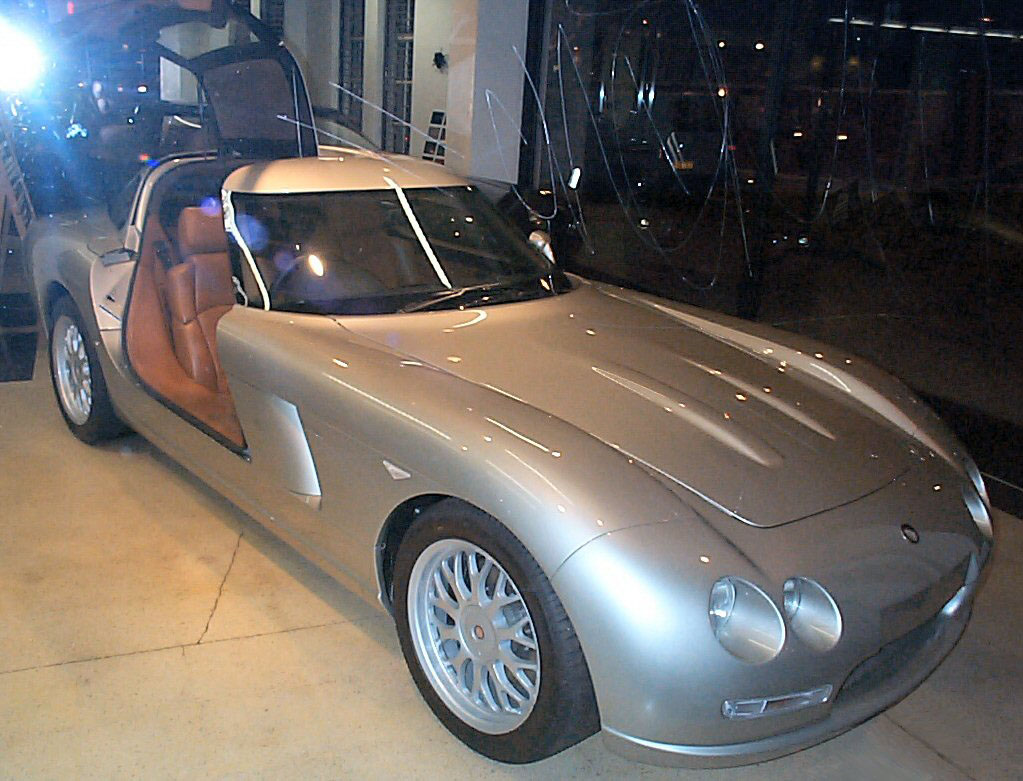
ファイター（2004年式）
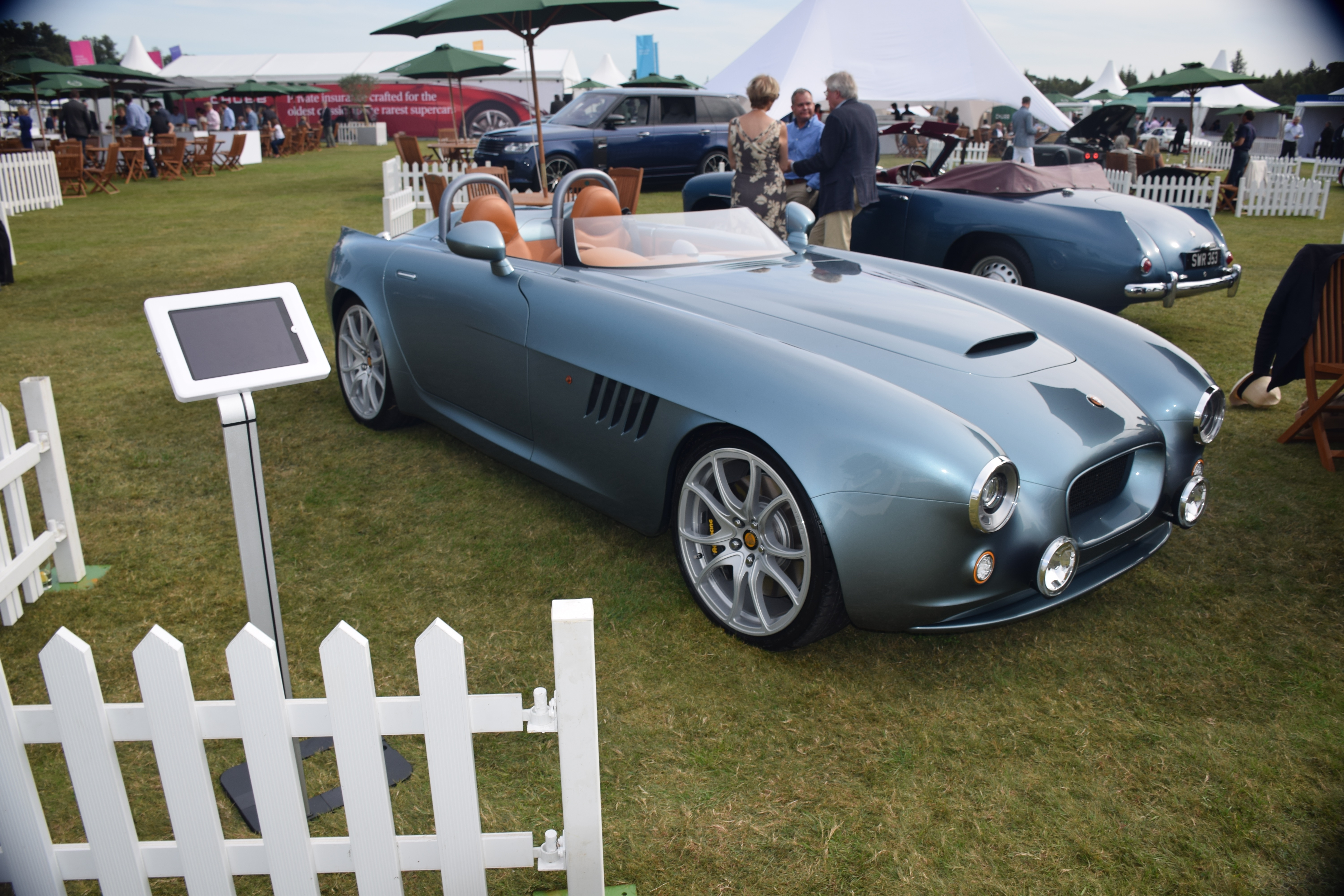
ブレット
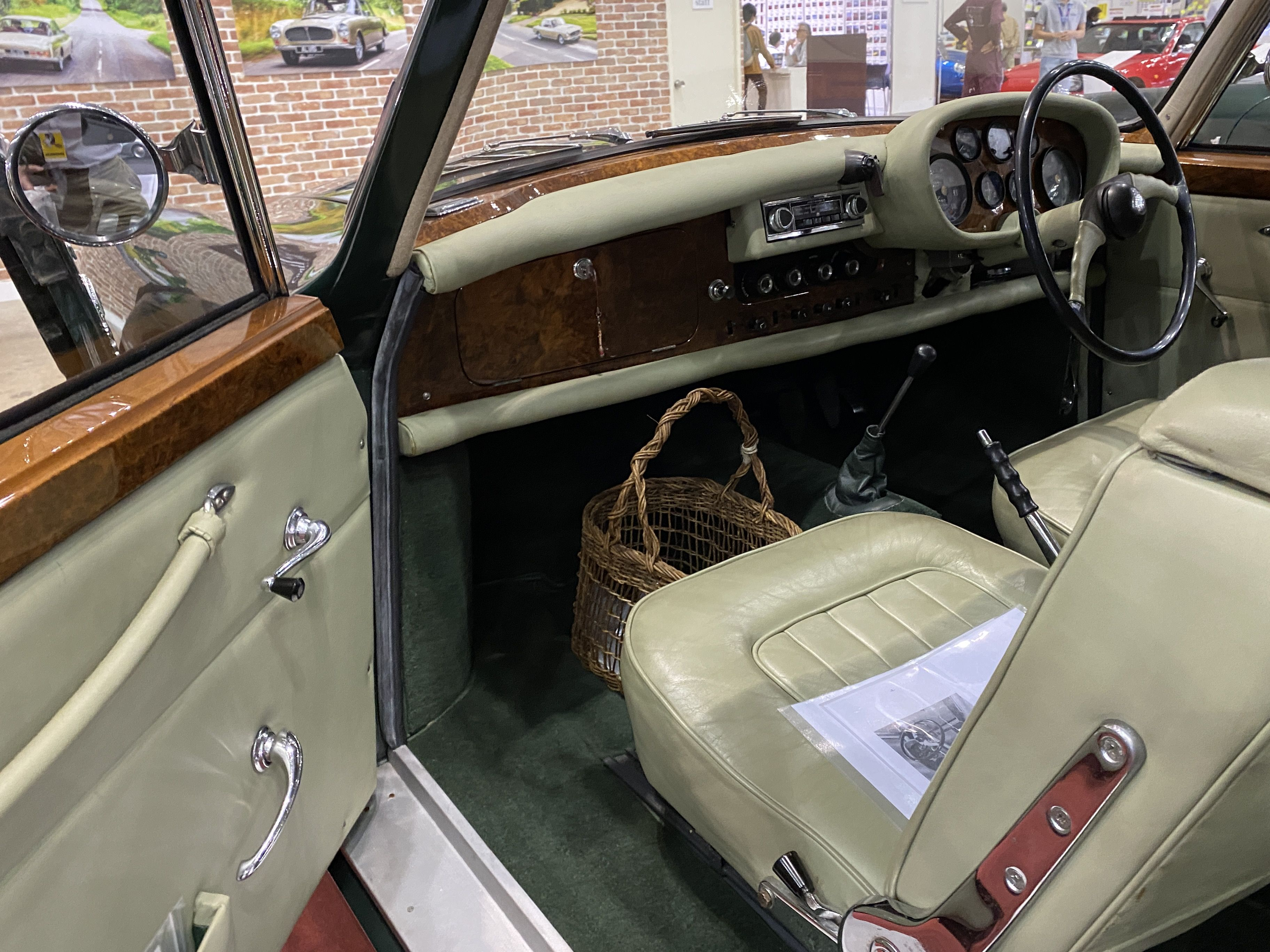
401（1949年式） 内装
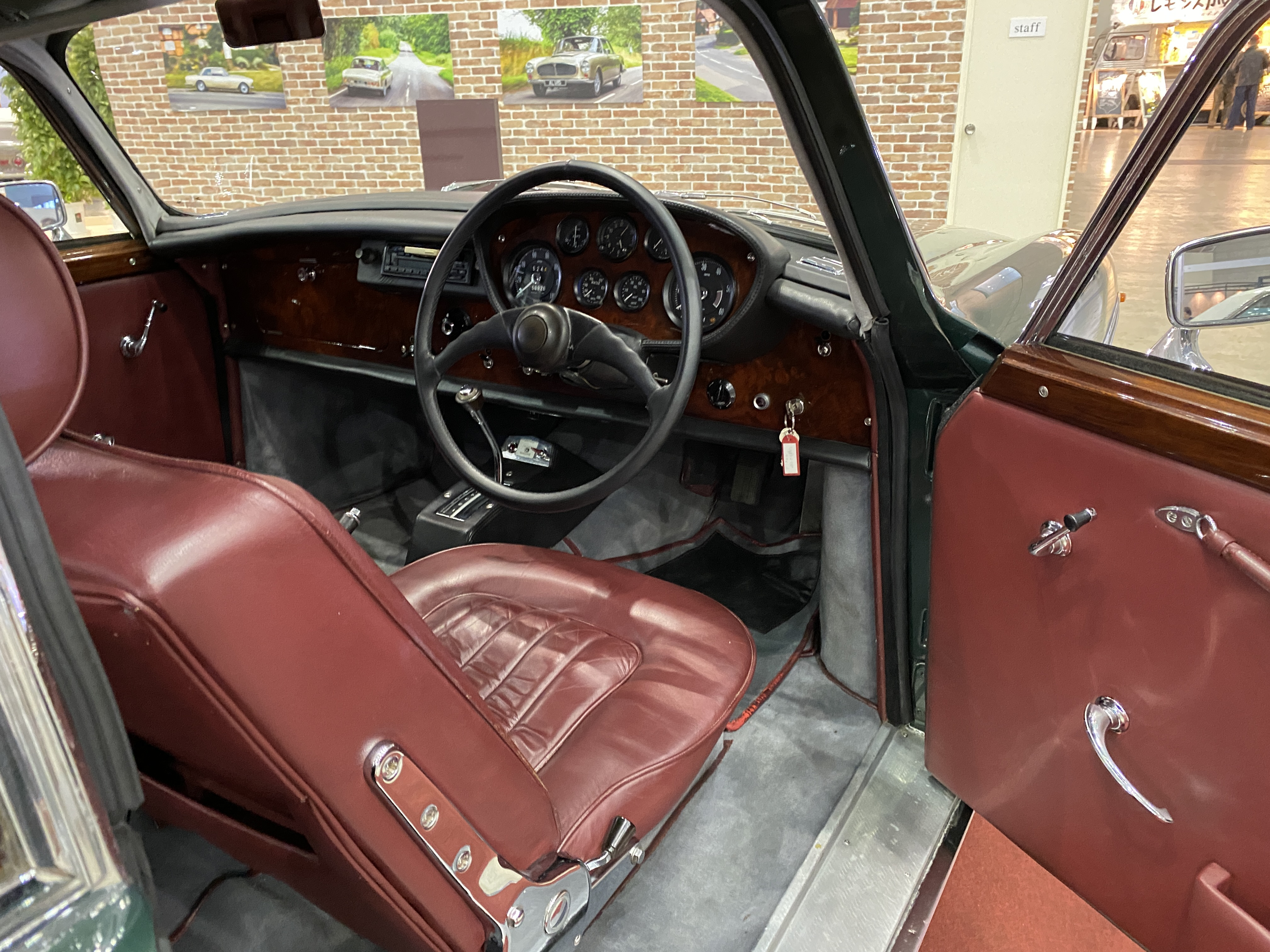
410（1968年式） 内装